# Феридони, Пега
Пега Феридони (нем. Pegah Ferydoni); род. 25 июня 1983, Тегеран, Иран) — немецкая актриса, известная по роли Ягмур Озтюрк в популярном телесериале «Турецкий для начинающих». Кроме того, она является солисткой женской музыкальной группы «Shanghai Electric», основанной в 2002 году.

## Биография
Пега родилась в творческой семье в Иране. Её мать азербайджанка, а отец — грузин. Когда Пеге было два года, они переехали в Берлин, где прошли её детство и юность.
Дебютировала на телеэкране в 17 лет в телефильме «Skifahren unter Wasser». Снималась в популярном в Германии сериале «SOKO 5113». Первой крупной работой была роль в фильме «Folge der Feder». Фильм участвовал в международных кинофестивалях и получил приз зрительских симпатий на Мангеймского-Гейдельбергском фестивале в 2004 году.
С 2005 по 2008 год снималась в одной из главных ролей (Ягмур Этцтюрк) в сериале «Турецкий для начинающих», который стал победителем нескольких международных конкурсов: «Prix Italia» (2006), «Golden Nymph» на фестивале в Монте-Карло (2006), «German Television Award» (2006) в номинации Best Series, «Reflet D’OR» (2006), «Grimme Preis» (2007).

## Фильмография
Фильмы
- 2003: Skifahren unter Wasser
- 2003: Kim Bab
- 2003: Großstadtrevier
- 2004: Der letzte Zeuge
- 2004: König von Kreuzberg
- 2004: Folge der Feder
- 2004: A Day of Life
- 2004: SOKO München

- 2005: Typisch Sophie
- 2005: Kommissarin Lucas
- 2006: Sperling
- 2006: Tatort
- 2006: Пер Гюнт

- 2006: SOKO Köln
- 2006: Die Anwälte — Selbstjustiz
- 2007: Der Kriminalist
- 2007: Summer of '53
- 2007: Kalif Storch
- 2007: Freiwild — Ein Würzburg-Krimi

- 2008: Doctor's Diary
- 2008: Sklaven und Herren
- 2008: Wenn wir uns begegnen
- 2008: Tatort — Baum der Erlösung
- 2009: Блудный сын
- 2009: Женщины без мужчин — Faezeh
- 2009: Красавчик 2 — Лана
- 2010: Айла — Айла
- 2010: Bella vita
- 2011: Лили - настоящая ведьма: Путешествие в Мандолан
- 2012: Турецкий для начинающих — Ягмур Озтюрк
- 2013: 300 Worte Deutsch — Lale Demirkan
- 2015: Women Who Made History — Клеопатра
- 2018: The Last Berliner — Shirin Kämper
- 2018: Кошка с дефектом — Мина
- 2019: Информатор 2
- 2020 	Иси и Осси — Учитель

Сериалы
- 2005—2008: Турецкий для начинающих — Ягмур Озтюрк
- 2007—2010: Криминалист — Айла Оздемир
- 2019—н. в.: SOKO Hamburg — Сара Хан
- 2021—н. в.: Almania — Сахра Нури